# Radosziwka
Radosziwka (ukr. Радошівка) – wieś na Ukrainie, w obwodzie chmielnickim, w rejonie szepetowskim, w hromadzie Iziasław. W 2022 liczyła 1176 mieszkańców, spośród których 1176 wskazało jako ojczysty język ukraiński.